# Bulgaarse volksmuziek

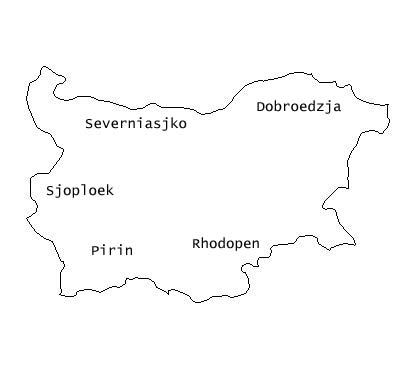
Bulgarije - etnisch

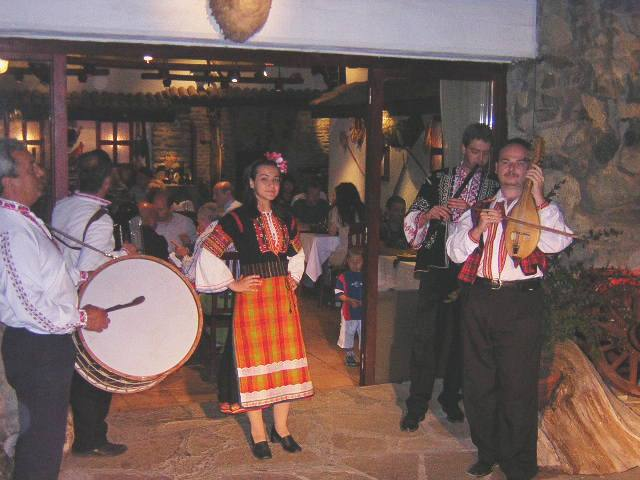
Muziekgroep met tapan, accordeon, zang, kaval, gadulka

Bulgaarse volksmuziek is de volksmuziek die in heel Bulgarije gespeeld wordt. Kenmerkend zijn de onregelmatige maatsoorten. De muziek wordt gespeeld om volksdansen te begeleiden, maar er is daarnaast ook een sterke zangcultuur.

## Indeling naar streek
De muziek kun je opdelen naar streek.
- Sjoploek, het gebied van de sjops, ten westen van Sofia
- Pirin-Macedonië, ten zuiden van Sofia (veel 7/8 3+2+2)
- Severnijasko, noord Bulgarije
- Thracië, en het Rodopegebergte (Zuid- en Zuidoost-Bulgarije)
- Dobroedzja (in het noordoosten, bij de grens met Roemenië)

## Instrumenten
Behalve naar streek is er ook onderscheid te maken in stads- en dorpstraditie.
De dorpstraditie kermerkt zich (o.a.) door de gebruikte instrumenten:
tapan (grote trom) zurla (schalmei), gaida (doedelzak), tambura (Bulgaarse gitaar), kaval (herdersfluit) en gadulka (knieviool).
In de stadstraditie worden ook accordeon, klarinet, saxofoon, viool, drumstel en keyboard gebruikt.

## Maatsoorten
Typerend voor veel Bulgaarse muziek zijn de onregelmatige maatsoorten (tot bijvoorbeeld 22/16). Veel van deze maatsoorten horen bij een vast type dans.
- Pajdoesjko (5/16 : 2+3)
- Rutjsenitsa (7/16 : 2+2+3)
- Tsjetvorno, Dospatsko, Makedonsko, dansen liederen uit het Piringebergte (7/16 : 3+2+2)
- Daitjsevo, Kucek, Varnensko (9/16: 2+2+2+3)
- Gruntsjarsko, (9/16: 2+3+2+2)
- Kopanitsa (11/16: 2+2+3+2+2)
- Ispaitsje (13/16: 8 + 5 = 3+2+3 + 2+3)
- Sandansko (22/16: 7+7+4+4 = 3+2+2 + 3+2+2 + 2+2 + 2+2)

## Bulgaarse muzikanten
- Galina Durmushliyska
- Boris Karlov (accordeon)
- Ivan Kovachev (gadulka, viool, tambura)
- Ivo Papasov (klarinet)
- Petar Ralchev (accordeon)